# 우키거리 워신
우키거리 워신(만주어: ᠸᡝᠰᡞᠨ wesin, 한국 한자: 烏齊格里 倭仁 오제격리 왜인: 1804년-1871년)은 청말의 유학자, 보수파 관료다. 자는 간봉(艮峰). 중국 정통성리학 마지막 세대의 거두인데 몽골정홍기 우키거리 할라 출신으로, 몽골인이다.
1829년 진사가 되고 서길사로 선정되었다. 이후 중윤, 시강, 시독, 서자, 시강학사, 시독학사, 첨사, 대리시경을 역임했다. 1861년-1862년 도찰원만좌도어사, 1862년 공부만상서를 역임했다.
1867년 경사동문관에서 서양인 교사를 초빙해 서양과학을 가르치게 되었다. 워신은 이에 반대하여 “입국의 도는 예의에 있지 권모가 아니다. 근본의 길은 인심에 있지 기예가 아니다”라면 반대하면서 양무운동에 강경하게 반대했다. 1871년 문화전대학사가 되었다.
사후 태보에 추증하고 문단(文端)이라는 시호를 주어 현량사에 위패가 안치되었다.